# Arrival of Everglow
Arrival of Everglow (стилизуется как Arrival of EVERGLOW) — дебютный сингл-альбом южнокорейской гёрл-группы EVERGLOW. Альбом был выпущен в цифровом виде 18 марта и физически 19 марта 2019 года, компанией Yuehua Entertainment. Сингл содержит три трека, в том числе ведущий сингл «Bon Bon Chocolat».

## Предпосылки и релиз
6 марта 2019 года Yuehua Entertainment объявил через SNS, что группа дебютирует с сингл-альбомом Arrival of Everglow.
Концепт-фото с каждой участницей были выпущены 8 марта 2019 года. Альбом содержит три трека: «Moon», ведущий сингл «Bon Bon Chocolat» и «D+1». Тизер на видеоклип был выпущен 12 марта, а полный видеоклип 18 марта.
Хореографию для «Bon Bon Chocolat» поставила Лиа Ким.

## Продвижение
18 марта Everglow провели шоукейс на Blue Square YES24, где исполнили «Bon Bon Chocolat» вместе с «Moon» и «D+1».
Группа начала продвижение ведущего сингла «Bon Bon Chocolat» 21 марта. Сначала они исполнили ведущий сингл на M Countdown, а затем выступили на Music Bank, Show! Music Core и Inkigayo.

## Коммерческий успех
Песня «Bon Bon Chocolat» дебютировала на 5 строчке в чарте Billboard World Digital Songs и на 10 строчке в чарте KKBOX Kpop.

## Список композиций
| №                   | Название                        | Текст песни                                   | Музыка                                                                   | Аранжировка                              | Длительность |
| ------------------- | ------------------------------- | --------------------------------------------- | ------------------------------------------------------------------------ | ---------------------------------------- | ------------ |
| 1.                  | «Moon» (달아)                   | Seo Ji-eum E:U                                | Andreas Öberg Ludwig Lindell Skylar Mones Rosanna Ener                   | Ludwig Lindell                           | 3:14         |
| 2.                  | «Bon Bon Chocolat» (봉봉쇼콜라) | JQ Tomboy Yoonsoo Lee Ji-won (makeumineworks) | Melanie Fontana Michel 'Lindgren' Schulz Jurek Reunämaki                 | Jurek Reunämaki Michel 'Lindgren' Schulz | 3:49         |
| 3.                  | «D+1»                           | Brother Su                                    | 72 Andrew Lane (record producer) Andrew Lane Breezelle Fox Geist Pollock | Geist Pollock                            | 4:37         |
| Общая длительность: | Общая длительность:             | Общая длительность:                           | Общая длительность:                                                      | Общая длительность:                      | 11:00        |

## Чарты
| Чарты (2019)            | Высшая позиция |
| ----------------------- | -------------- |
| Республика Корея (Gaon) | 6              |

## Победы
| Критик/Публицист | Лист                             | Песня              | Ранг | Ссылка |
| ---------------- | -------------------------------- | ------------------ | ---- | ------ |
| MTV              | Лучший K-pop B-сайд трек 2019    | «Moon»             | 19   | [ 8 ]  |
| Refinery29       | Топ лучших K-Pop песен 2019 года | «Bon Bon Chocolat» | 19   | [ 9 ]  |